# Wyrób dzwonków pasterskich w Portugalii
Wyrób dzwonków pasterskich (port. arte chocalheira) – tradycyjna sztuka wykonywania dzwonków pasterskich kultywowana w kilku regionach Portugalii.
Decyzją obradującego w Windhuku Międzyrządowego Komitetu ds. Ochrony Niematerialnego Dziedzictwa Kulturowego UNESCO wyrób dzwonków pasterskich wpisany został 1 grudnia 2015 roku na listę niematerialnego dziedzictwa kulturowego wymagającego pilnej ochrony. Nazwa wpisu w języku angielskim to Manufacture of cowbells, natomiast w portugalskim – Fabrico de Chocalhos.

## Historia
Dzwonki pasterskie na obszarze dzisiejszej Portugalii wytwarzane są co najmniej od 2000 lat; odnajdywane podczas wykopalisk celtoiberyjskie dzwonki z I wieku p.n.e. są bardzo podobne do produkowanych w czasach historycznych. Pierwotnie instrumenty te wytwarzane były wszędzie tam, gdzie wypasane były zwierzęta – zarówno w kontynentalnej Portugalii, jak i na należących do niej wyspach. Współcześnie już tylko w siedmiu miejscach na terenie kraju nadal kultywowana jest ta tradycja:
- na północy – w okolicach Bragançy,
- w środkowej części kraju – w miejscowościach Asseiceira(inne języki) (gmina Tomar) i Ereira(inne języki) (gmina Cartaxo),
- na południu, w rejonie historycznym Alentejo – w Estremoz i Reguengos de Monsaraz oraz we wsi Alcáçovas(inne języki) (gmina Viana do Alentejo),
- na wyspie Terceira wchodzącej w skład archipelagu Azorów – w wiosce Grota do Medo (gmina Angra do Heroísmo).

Alcáçovas jest głównym ośrodkiem wytwarzania dzwonków pasterskich w Portugalii, a jedną z najdłużej trudniących się tym zajęciem rodzin na Półwyspie Iberyjskim oraz rodziną, która produkcją dzwonków pasterskich zajmuje się najdłużej w kraju, bo już od XVIII wieku, jest rodzina Sim Sim.

## Charakterystyka

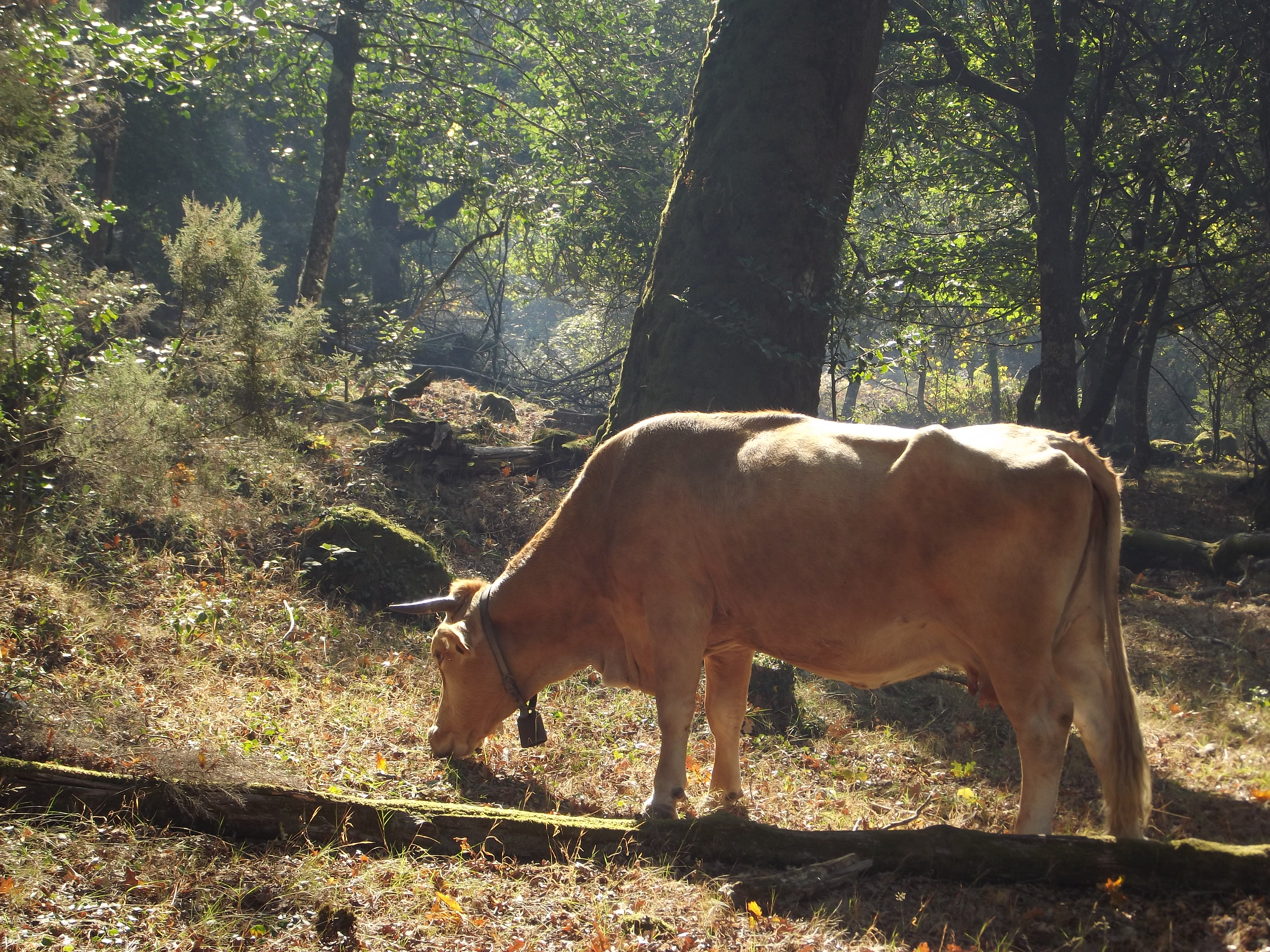
Krowa w Parku Narodowym Peneda-Gerês z tradycyjnym dzwonkiem pasterskim na szyi (2011)

Dzwonki pasterskie to idiofoniczne instrumenty muzyczne z pojedynczym sercem, zawieszone zwykle na skórzanym pasku na szyi krowy lub owcy, tradycyjnie używane przez pasterzy do lokalizowania swoich zwierząt podczas ich wypasu. Dźwięk dzwonków tworzy również niezwykłą atmosferę oraz wzmacnia więź pasterza ze swoimi zwierzętami, a współcześnie instrument ten bywa również używany podczas różnych uroczystości i świąt (jak np. karnawał) oraz jako ozdoba czy pamiątka turystyczna.
Istnieje wiele rodzajów dzwonków pasterskich, a ich kształt i rozmiar zależy od zwierzęcia lub okazji, na jaką mają być użyte. Mogą mieć od 1 do 50 cm długości – mniejsze są używane np. dla owiec, psów, koni czy nawet ptaków, a większe dla kóz i krów. Dzwonki mogą mieć wytłoczony znak wytwórcy lub właściciela bądź oba. Instrumenty będące dziełem dawnych mistrzów są szczególnie cenione ze względu na swoją złożoność i estetykę i oznaczone są motywem gałązki.
Wiedza o wyrobie dzwonków przekazywana jest w obrębie rodzin z ojca na syna. Tradycja ta jednak stopniowo zanika ze względu na zmiany społeczno-gospodarze, takie jak wprowadzanie nowych metod wypasu ograniczających liczbę osób zajmujących się pasterstwem czy masowa produkcja dzwonków przy użyciu tańszych technik przemysłowych. W chwili wpisania wyrobu dzwonków pasterskich na listę niematerialnego dziedzictwa kulturowego w grudniu 2015 roku aktywnych było zaledwie 11 zakładów i trzynastu rzemieślników parających się tym zajęciem, z których dziewięciu miało więcej niż 70 lat.

## Proces wytwarzania
Dzwonki pasterskie wykuwa się na zimno z prostokątnego kawałka żelaznej blachy, składanego na kowadle aż do uzyskania kształtu miseczki. Do jednego z końców przymocowuje się pętelkę na pasek, na którym dzwonek będzie wisieć. Następnie wokół żelaznej formy umieszcza się małe kawałki miedzi lub cyny, które otacza się z kolei mieszanką gliny i słomy. Całość wypala się przez około godzinę w piecu w temperaturze ok. 1200 °C, po czym formę zanurza się w zimnej wodzie celem szybkiego jej schłodzenia. Na koniec wypalona glina jest usuwana, pokryte miedzią lub cyną żelazo jest polerowane, montuje się serce dzwonka i jest on strojony.